# Sway
A Sway vagy ¿Quién será? egy népszerű dal, szerzői a mexikói Luis Demetrio és Pablo Beltrán Ruiz.
A dalt Pablo Beltrán Ruiz 1953-ban vette fel zenekarával.
Norman Gimbel átvette a dalt, és eltávolította a kissé melankolikus spanyol szövegeket, ami egy férfiról szólt, és aki azon töpreng, hogy vajon fog-e még valaha szeretni. Gimbel új (angol) dalszövegeket írt egy férfiról, aki dicséri, hogy táncpartnere képes befolyásolni a szívét azzal, azzal ahogy a lány mintegy lebeg tánc közben.
Azt a változatot, amely már jelentős sikert aratott az Amerikai Egyesült Államokban, Dean Martinnal vették fel – és a Dick Stabile zenekarral – 1954-ben.
A „Sway” dzsessz-sztenderddé vált.

## Híres felvételek
- Dean Martin
- The Pussycat Dolls
- Anita Kelsey
- Halie Loren
- Michael Bublé
- Rosemary Clooney
- Daniel Boaventura
- Pérez Prado
- Eileen Barton
- Caterina Valente
- Bobby Rydell
- Julie London
- Ben E. King
- Cliff Richard
- Mina
- Björk Guðmundsdóttir & Tríó Guðmundar Ingólfssonar
- Peter Cincotti
- Arielle Dombasle
- The Puppini Sisters
- Jennifer Lopez
- Cab Calloway
- Danny Frank
- Julio Iglesias & Thalía
- Kalimba
- Ksenya Nikora

### Magyarok
- Ferrari Violetta[1]
- Komár László
- Balázs Klári
- Dolly Roll
- Németh József
- Gáspár Enikő

## Film
- Rita Hayworth: